# Гольянское (сельское поселение)
Гольянское — упразднённое муниципальное образование со статусом сельского поселения в составе Завьяловского района Удмуртии.
Административный центр — село Гольяны.
Образовано в 2005 году в результате реформы местного самоуправления.
25 июня 2021 года упразднено в связи с преобразованием муниципального района в муниципальный округ.

## Географические данные
Находится на востоке района, граничит:
- на западе с Казмасским сельским поселением
- на юго-западе с Завьяловским сельским поселением и Бабинским сельским поселением
- на юге с Сарапульским районом
- на севере с Воткинским районом
- на востоке с Пермским краем

По территории поселения протекает река Кама, в которую впадают реки Гольянка и Докшанка.

## История
Гольянский сельсовет был образован в Гольянской волость Сарапульского уезда. В 1924 году вошёл во вновь образованный Сарапульский район, входивший тогда в Уральскую область. При переименовании села Гольян в Раскольниково в честь Ф. Ф. Раскольникова, сельсовет также был переименован в Раскольниковский.
В 1935 году вместе с Докшинским сельсоветом (центр — село Докша) передаётся в Ижевский район, но уже в 1936 году — в Завьяловский район. В 1938 году сельсовет снова становится Гольяновским. В 1954 году к нему присоединяется Докшинский сельсовет.
В 1994 сельсовет преобразуется в Гольянскую сельскую администрацию, а в 2005 в Муниципальное образование «Гольянское» (сельское поселение).

## Населенные пункты
| Название   | Тип населённого пункта       | Население 2014 год | Почтовый индекс | ОКАТО          |
| ---------- | ---------------------------- | ------------------ | --------------- | -------------- |
| Гольяны    | Село, административный центр | ↗1179              | 427002          | 94 216 810 001 |
| Макарово   | Деревня                      | ↘128               | 427002          | 94 216 810 002 |
| Забегалово | Деревня                      | ↗88                | 427002          | 94 216 810 003 |
| Дуброво    | Деревня                      | ↗56                | 427002          | 94 216 810 004 |
| Колюшево   | Деревня                      | ↗69                | 427002          | 94 216 810 005 |
| Поваренки  | Деревня                      | ↗49                | 427002          | 94 216 810 006 |
| Докша      | Деревня                      | ↘320               | 427002          | 94 216 810 007 |

На территории сельского поселения находятся садоводческие некоммерческие товарищества: Якорь, Кама (Макарово), Сосновый, Нефтяник Прикамья, Прикамье-2, Суходол, Альпинист, Колюшево, Кама (Докша) и Камский дачный кооператив.

### Упразднённые населённые пункты
| Название        | Тип населённого пункта | Год упразднения |
| --------------- | ---------------------- | --------------- |
| Полухи          | Деревня                | 1959            |
| Северо-Мерзляки | Деревня                | 1967            |
| Шутемы          | Деревня                | 1967            |

## Экономика
- ОАО «Камское», преобразованное из одноимённого совхоза
- ООО АК «Докшинский», преобразованный из одноимённого совхоза
- 57 Крестьянских (фермерских) хозяйств

## Объекты социальной сферы
- МОУ «Гольянская средняя общеобразовательная школа»
- МОУ «Докшинская основная общеобразовательная школа»
- 2 детских сада
- 2 библиотеки
- 2 учреждения здравоохранения
- 3 фельдшерско-акушерских пункта
- Клуб